# Bandidus nebulosus
Bandidus nebulosus är en insektsart som beskrevs av Tim R. New 1985. Bandidus nebulosus ingår i släktet Bandidus och familjen myrlejonsländor. Inga underarter finns listade i Catalogue of Life.